# 周冠宇

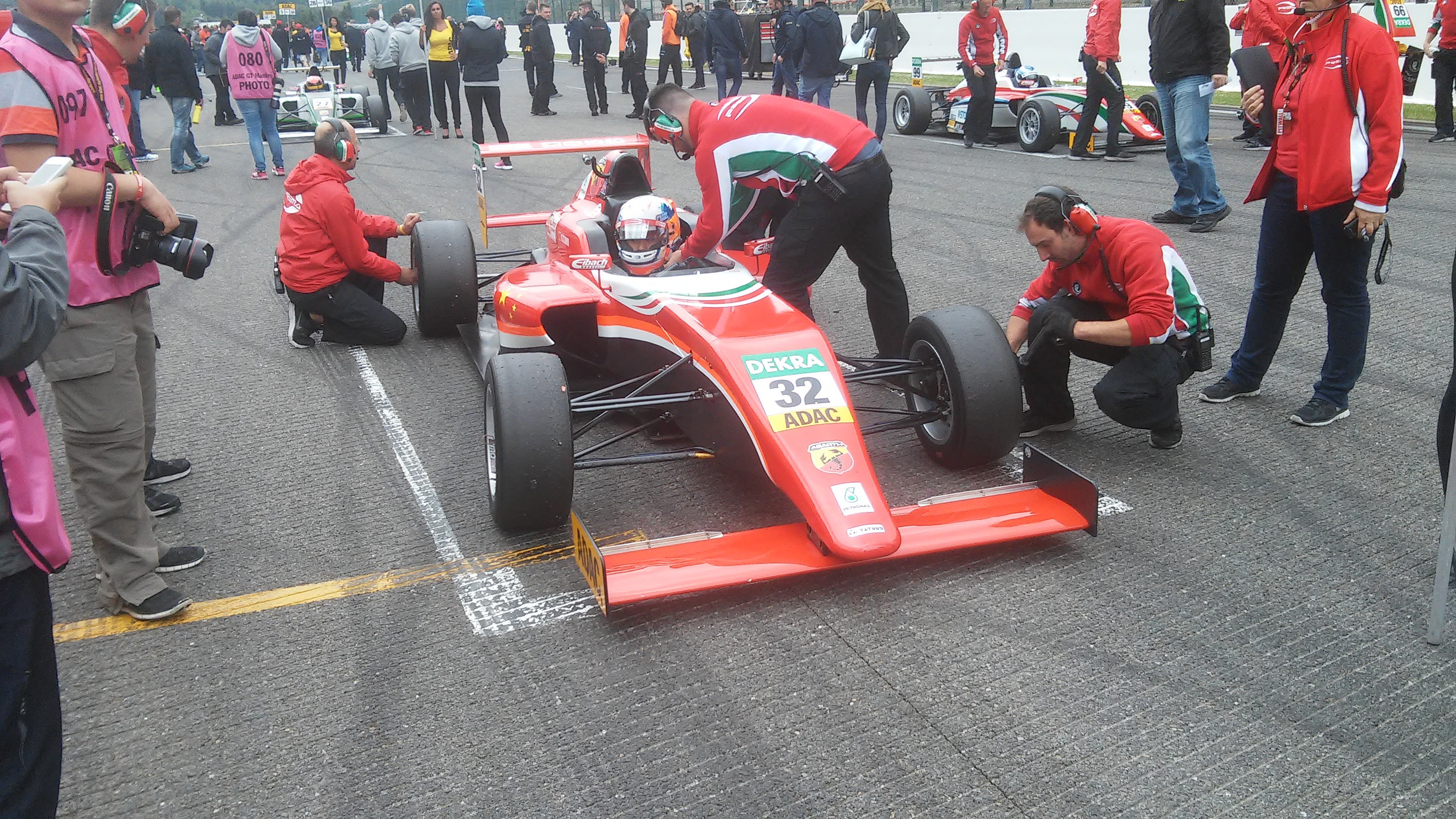
スパ・フランコルシャンのグリッドに付くADAC F4時代の周冠宇（2015年）

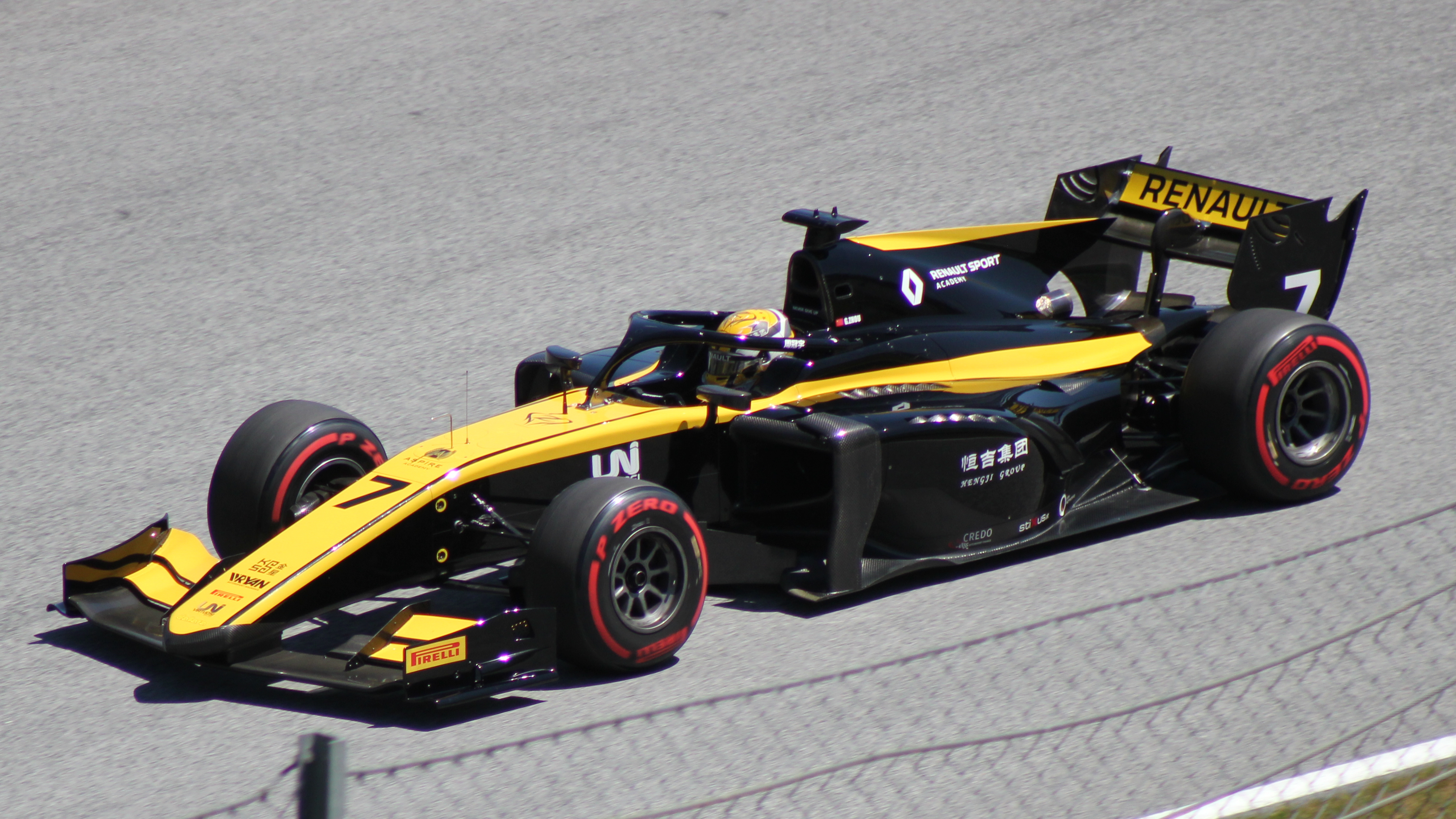
レッドブル・リンクにて走行中の周冠宇 （2019年）

周 冠宇（ [ʈʂóʊ kwân.ỳ]; ジョウ・クァンユ、しゅう かんう、英語: Guanyu Zhou／ジョウ・グアンユー、1999年5月30日 - ）は、中国・上海市出身のレーシングドライバー。F1に出場した唯一の中国出身のレーサーである。

## 略歴
8歳の時に中国国内でカートを始め、2012年にシェフィールドへ移住し国際レースに参戦し始めた。 2014年にジュニア・フォーミュラに昇格し、 2015年のイタリアF4選手権で準優勝を果たした。FIAフォーミュラ3ヨーロッパ選手権に3シーズン参戦し、2017年から2018年にかけてはテチータでフォーミュラEの開発ドライバーを務めた後、 2019年から2021年にかけてユニ・ヴィルトゥオーシ・レーシングからFIAフォーミュラ2選手権に参戦し、2021年シーズンではポイントランキング3位を獲得した 。
2014年から2018年までフェラーリ・ドライバー・アカデミー、 2019年から2021年までアルピーヌ・アカデミー（旧ルノー・スポール・アカデミー）のメンバーであった周は、 2020年にルノー、2021年にアルピーヌのテストドライバーを務めていた。周は2022年シーズンにアルファロメオと契約し、バルテリ・ボッタスと組んでデビュー戦となったバーレーングランプリで自身初のポイントを獲得した。 2023年シーズンもシートを維持し、オーストラリア、スペイン、カタールでポイントを獲得した。2024年シーズンは再ブランド化されたザウバーに残り、カタールグランプリではC44でチーム唯一のポイント獲得を果たした後、シーズン末にチームを離れた。最終的にF1では2度のファステストラップと通算16ポイントを獲得した。

## 初期の経歴
8歳の時に中国国内でカートを始め、2012年からはシェフィールドに移り、 ウェストボーン・スクールに入学した。

### カート
2013年、シェフィールドを拠点とするストロベリー・レーシングチームでレースに出場し、スーパー1ナショナル・ロータックス・マックス・ジュニア選手権とロータックス・マックス・ユーロ・チャレンジの両方で優勝した。カート最終年、周はロータックス・マックス・シニア・ユーロ・チャレンジで2位を獲得し、WSKチャンピオンズカップとKF2ヨーロッパ選手権の選抜ラウンドに出場した。また、ランド・ノリスとジェハン・ダルバラと共にリッキー・フリン・モータースポーツから参戦し、カート世界選手権に初出場し、そして唯一の出場を果たした。

### フォーミュラ4
周は2015年からイタリアF4選手権にプレマ・パワーチームから参戦した。モンツァの第2戦では全3レースで優勝し、表彰台を順調に獲得したことで、準優勝と最優秀ルーキーに輝いた。また、ドイツADAC F4選手権にも一部参戦し、シュピールベルクとスパで2度の表彰台を獲得した。

### FIAフォーミュラ3ヨーロッパ選手権

#### 2016
周は2016年のFIAヨーロッパF3選手権でチームモトパークに加入した。 ポール・リカールとハンガロリンクでのシーズン開幕戦で2回表彰台を獲得して成功を収めた後、周はシーズン後半はペースを見つけるのに苦労し、初シーズンを13位で終えた。

#### 2017
周はプレマに復帰して2度目のF3シーズンを戦い、5回の表彰台を獲得してランキング8位まで順位を上げた。シーズンのハイライトとしては、スパでの第3レースでリードしたことと、最終戦から 2番目のラウンドでランド・ノリスを抑えたことが挙げられる。

#### 2018
F2移籍の可能性が取り沙汰された後、周はプレマに残留し、3シーズン目のF3シーズンを過ごした。ポーでの初優勝、ハンガロリンクでの表彰台、そしてザントフォールトでの3年連続表彰台を獲得し、周はチームメイトのマーカス・アームストロングにわずか1ポイント差でランキング2位につけた。スパとシルバーストーンでの予選では好調だったものの、周はチームメイトとの接触やタイヤのパンクが相次ぎ、4戦連続のリタイアを喫した。ホッケンハイムで2度目のF3レース優勝を果たし、ポールポジション3回、優勝2回でランキング8位でシーズンを終えた。

### FIAフォーミュラ2

#### 2019
2018年12月、周はルカ・ギオットとともにユニ・ヴィルトゥオーシ・レーシングに加入し、2019年のFIAフォーミュラ2選手権に出場した。周はバルセロナで行われたメインレースで初の表彰台を獲得し、予選で好成績を収めレースの大半をリードしたが、タイヤのデグラデーションで3位に後退。その後モナコのスプリントレースではスタートでアルテム・マルケロフをオーバーテイクし、3位を獲得した。シルバーストーンでは、周は自身初のF2ポールポジションを獲得し、これを達成した初の中国人ドライバーとなった。その後、周はポール・リカールのスプリントレースでも3位を獲得した。シルバーストーンのメインレースでは、チームメイトでレース優勝者のルカ・ギオットと2位のニコラス・ラティフィにポジションを譲った。アブダビでは、レース1で最速ラップを記録し、3位でフィニッシュ。チャンピオンシップでは7位でフィニッシュし、最高位の新人として アントワーヌ・ユベール賞を受賞した。

#### 2020
2020年シーズンもユニ・ヴィルトゥオーシに残留し、フェラーリ・ドライバー・アカデミーのメンバーであるカラム・アイロットとペアを組んだ。周はレッドブル・リンクでの開幕戦で2度目のF2ポールポジションを獲得した。しかし、フィーチャーレースをリード中に電子系統のトラブルに見舞われ、17位に後退。同年後半、ソチで行われたF2レースで、スプリントレース5周目にエイトケンとギオットがクラッシュし、レースが早期に終了した後、周は自身初の優勝を果たした。シーズンを通して、周は6回の表彰台獲得を果たし、選手権で6位に入った。

#### 2021
2021年シーズンもユニ・ヴィルトゥオーシに留まり、フェリペ・ドルゴビッチとペアを組んで3回目のF2シーズンに入った。彼はバーレーンでの開幕戦でポールポジションを獲得し、それをF2での初のフィーチャーレースでの勝利に変えた。この中国人ドライバーは、モナコでの最初のスプリントレースでチームメイトのドルゴビッチを抑えて再び勝利した。しかし、バクーで再び表彰台に上がった後、周は4レースでポイントを獲得できず、アゼルバイジャンでの第2レースの1周目にブレーキが故障してダン・ティクトゥムと衝突し、シルバーストーンでの最初のスプリントレースではスピンして、同じアカデミーメンバーであるオスカー・ピアストリにランキングのリードを奪われた。周はイギリスでのフィーチャーレースでティクトゥムを破り、シーズン3回目の勝利を挙げて無得点を飾った。続くモンツァラウンドでは、周は2度の表彰台を獲得したが、レース1とレース3でそれぞれテオ・プールシェールとピアストリに敗れた。しかし、この中国人ドライバーにとっては残念なことに、ソチでの第1レース前にスピンしてマシンがエンストし、フィーチャーレースを6位で終えるにとどまり、最終戦から2番目のラウンドに36ポイントのアドバンテージを持って臨むリーダーのピアストリとの差を広げてしまった。第7ラウンドのジェッダでは、最初のスプリントレースでクリスチャン・ルンドガードと衝突してスピンし、ランキング3位にまで後退した。しかし、最終戦のアブダビで巻き返し、第2スプリントレースで優勝、フィーチャーレースで2位を獲得してF2のキャリアを締めくくった。4勝、1ポールポジション、9回の表彰台を獲得し、チャンピオンシップ3位でシーズンを終えた。

### F3アジア選手権
2021年F2シーズン開幕前の冬休み中、周はアブダビ・レーシング・バイ・プレマから2021年F3アジア選手権に参戦した。彼はシーズンを通して4勝、5回のポールポジション獲得、11回の表彰台獲得を果たし、チャンピオンに輝いた。

## F1
2014年から、周はカートに出場しながらフェラーリ・ドライバー・アカデミーに参加した。 彼は2018年末にアカデミーを離れ、翌年、F2への移行に先立ちルノー・スポール・アカデミーに参加した。彼は2019年にルノーF1チームの開発ドライバーを務め、 RS17のテストプログラムに参加し、年間で5つの異なるサーキットで運転した。彼は2020年にテストドライバーに昇格した。彼は、COVID- 19パンデミックのために延期またはキャンセルされたレースの代わりにF1が主催するeスポーツ大会であるバーチャルグランプリシリーズに参加し、バーレーン国際サーキットで開催された最初のレースで優勝した。 2020年シーズンが再開されると、周はルノーRS18を運転して3回のテストセッションに参加し、フェルナンド・アロンソと並んでヤス・マリーナ・サーキットで行われたポストシーズンテストも含まれている。周は2021年も改名されたアルピーヌ・アカデミーの一員として残り、オーストリア・グランプリの最初のプラクティスセッションでA521を運転し、アルピーヌF1チームでF1レースウィークエンドデビューを果たした。これにより、周は馬清華に続いてグランプリ週末のセッションに参加した2人目の中国本土出身ドライバーとなった。

### アルファ ロメオ / ザウバー (2022–2024)

#### 2022
2022年のシーズンから周はアルファロメオと契約し、バルテリ・ボッタスとペアを組み、中国人初のF1レースドライバーとなった。発表後のプレスリリースで、周は「F1の大きな挑戦に十分準備ができている」と述べ、シリーズへの参入は「中国のモータースポーツの歴史における画期的な出来事」となるだろうと語った。彼は、ロサンゼルス・レイカーズでのバスケットボール選手時代に背負っていた背番号、彼のスポーツヒーローであるコービー・ブライアントに敬意を表して、24を永久のレーシングナンバーに選んだ。彼はバーレーングランプリでのデビュー戦で15位で予選を通過したが、レースでは出遅れたものの、10位でフィニッシュし1ポイントを獲得した。
7戦ともポイントなし。エミリア・ロマーニャ・グランプリではピエール・ガスリーとの接触によりスプリントから脱落、マイアミ・グランプリとスペイン・グランプリではメカニカル・リタイアが続いた。アゼルバイジャン・グランプリでは油圧系統のトラブルで4戦中3度目のリタイア。カナダ・グランプリでは、周は初めて予選3回目（Q3）に進出し、8位でレースを終え、2度目のポイントを獲得した。次のイギリス・グランプリでは、オープニングラップでジョージ・ラッセルと高速衝突し、周の車はひっくり返り、コースと砂利の上を滑ってバリアを跳ね、キャッチフェンスに激突した。彼は救出されてメディカルセンターに搬送され、経過観察の後に健康であると宣言された。周は後に、事故の際にヘイローが命を救ってくれたとコメントした。 
さらに機械的なトラブルが続いた。オーストリアグランプリではフォーメーションラップでエンジンの問題が発生した後、スプリントをピットレーンからスタートしなければならなくなり、フランスグランプリでは別のパワーユニットの問題でリタイアした。セーフティカー先導で終わったイタリアグランプリでは10位でフィニッシュし、さらにポイントを獲得した。シンガポールグランプリではニコラス・ラティフィとの衝突でレースを終えた。雨で短縮された日本グランプリでは16位で終わったが、遅いピットストップで新しいタイヤを装着したことにより、キャリアで初めてファステストラップを記録することができた。周は世界ドライバーズ選手権でチームメイトのボッタスの49ポイントに対して6ポイントで18位でシーズンを終えた。

#### 2023
2023年シーズンもボッタスと共にアルファロメオに残留した。バーレーン国際サーキットで行われたシーズン前テストの2日目に、彼は1:31.610の最速ラップタイムを記録した。彼はシーズン開幕戦のバーレーングランプリで13位の予選を通過し、レースの最速ラップを記録するために最終ラップから2周目にソフトタイヤに交換するためにピットストップを行い、16位でフィニッシュした。アルファロメオは後に、これはライバルのアルピーヌと9位のピエール・ガスリーのボーナスポイントを阻止するために行われたと説明した。周はオーストラリアグランプリで17位スタートから9位となり、シーズン初のポイント獲得フィニッシュを果たした。その後、アゼルバイジャングランプリでメカニカルリタイアとなった。彼はスペイングランプリで13位スタートから9位でフィニッシュし、再びポイントを獲得した。ハンガリーグランプリでF1予選最高のパフォーマンスを記録し、Q1で最速タイムを記録して5位に入った。スタートラインで出遅れ、その後1コーナーで接触事故を起こしてタイムペナルティを受け、レースは16位でフィニッシュした。
周はオランダグランプリで15番グリッドからスタートしたが、1周目終了後にインターミディエイトタイヤに交換するよう指示され、2位まで順位を上げた。最終的にトップ10圏外に落ち、その後雨が再び降り始めた際にクラッシュしてリタイアした。周はシンガポールグランプリで予選19位となったが、パルクフェルメでマシンが改造されたためピットレーンからのスタートを余儀なくされた。「不運な」セーフティカーのタイミングにもかかわらず、「ミディアムタイヤでの素晴らしいスティント」の後、12位まで順位を回復した。周はカタールグランプリで予選最下位となったが、カルロス・サインツJr.のスタート失敗、ルイス・ハミルトンとジョージ・ラッセルの衝突、その他のドライバーの酷暑への苦戦の恩恵を受け、メインレースで9位を獲得、今シーズン3度目のポイント獲得となった。メキシコシティグランプリでは予選Q3に進出したが、後続を抑えることができず14位でフィニッシュした。サンパウログランプリでは予選最下位となり、エンジントラブルでリタイアした。
周は世界ドライバーズ選手権で6ポイントを獲得し、2022年と同じ18位でシーズンを終えた。チームメイトのボッタスは10ポイントを獲得し、22レース中15レースで周を上回って予選を通過した。オートスポーツ誌は周がボッタスに「負けない」活躍を見せたと称賛したが、予選は改善の余地があると指摘した。 また、レースファンズは2023年の彼のパフォーマンスを「目立った活躍はないものの、プロフェッショナル」と評した。

#### 2024
2024年シーズンも周とボッタスはチームに残留した。ザウバーとアルファロメオのパートナーシップ終了後、チームはStake.comとKickのスポンサーシップに対応するため、ステークF1チームキックザウバーにブランド名を変更した。周は、2024年シーズンに中国グランプリがカレンダーに復帰したため、4月に 故郷の上海で初めてレースを完走した。 
周は開幕戦のバーレーングランプリでグリッド17番手から11位まで順位を上げました。サウジアラビアグランプリでは最後の練習走行でクラッシュし、チームは予選ラップを設定するまでに彼の車を修理することができず、彼は走行中のドライバーの中で最下位の18位でレースを終えました。オーストラリアグランプリでは予選でフロントウイングを損傷し、異なる仕様の交換部品が取り付けられたため、ピットレーンからのスタートを余儀なくされました。チームは現在の設計のスペアパーツをオーストラリアに持ち込んでいませんでした。彼は15位でレースを終えました。その後、日本グランプリでは予選最下位になった後、ギアボックス関連のトラブルでリタイアしました。 
2024年の中国グランプリでは、初のホームレースを14位で終えた。レース後、中国の観衆の前で初のホームレースの終了を祝うため、グリッド上に特別駐車スペースが与えられた。 2024年のモナコグランプリでは、ニコ・ヒュルケンベルグ、セルジオ・ペレス、ケビン・マグヌッセンの3台が衝突し、周は16位で終わった。周は事故を回避し、なんとか続行した。周はイギリスグランプリでバルテリ・ボッタスを上回り予選を通過した。地元の英雄ジョージ・ラッセルとアルピーヌのピエール・ガスリーがリタイアした後、彼は最下位となった。アゼルバイジャングランプリでは周はボッタスの前でフィニッシュしたが、ボッタスは50周目にカルロス・サインツJr.とセルジオ・ペレスの間で高速衝突が発生してレースが中立化された後、16位でフィニッシュした。彼はカタールグランプリでザウバーに2024年シーズン唯一のポイントをもたらし、予選12位、2度のセーフティカー導入後8位でフィニッシュした。
周はシーズン末にザウバーを離れ、ニコ・ヒュルケンベルグとガブリエル・ボルトレトが2025年に加入し、その後チームはアウディに買収された。

### フェラーリのリザーブドライバー（2025年～現在）
2025年シーズンからは、スクーデリア・フェラーリのリザーブドライバーをしている。

## 戦績

### 略歴
| 年      | シリーズ                                      | チーム                                      | レース           | 勝利             | PP               | FL               | 表彰台           | ポイント         | 順位             |
| ------- | --------------------------------------------- | ------------------------------------------- | ---------------- | ---------------- | ---------------- | ---------------- | ---------------- | ---------------- | ---------------- |
| 2014    | イタリア・F4 ウィンター・トロフィー（英語版） | プレマ・パワーチーム                        | 2                | 0                | 0                | 0                | 2                | N/A              | 3位              |
| 2015    | イタリア・F4選手権（英語版）                  | プレマ・パワーチーム                        | 21               | 3                | 2                | 0                | 9                | 223              | 2位              |
| 2015    | ADAC・フォーミュラ4選手権（英語版）           | プレマ・パワーチーム                        | 9                | 0                | 0                | 0                | 2                | 45               | 15位             |
| 2016    | FIA フォーミュラ3・ヨーロピアン選手権         | モトパーク（英語版）                        | 30               | 0                | 0                | 0                | 2                | 101              | 13位             |
| 2016    | マスターズ・オブ・フォーミュラ3               | モトパーク（英語版）                        | 1                | 0                | 0                | 1                | 0                | N/A              | 16位             |
| 2016    | マカオグランプリ                              | モトパーク（英語版）                        | 1                | 0                | 0                | 0                | 0                | N/A              | 15位             |
| 2016    | トヨタ・レーシング・シリーズ（英語版）        | M2・コンペティション（英語版）              | 15               | 1                | 0                | 1                | 4                | 685              | 6位              |
| 2017    | FIA フォーミュラ3・ヨーロピアン選手権         | プレマ・パワーチーム                        | 30               | 0                | 0                | 0                | 5                | 149              | 8位              |
| 2017    | マカオグランプリ                              | プレマ・パワーチーム                        | 1                | 0                | 0                | 0                | 0                | N/A              | 8位              |
| 2017-18 | フォーミュラE                                 | テチーター                                  | 開発ドライバー   | 開発ドライバー   | 開発ドライバー   | 開発ドライバー   | 開発ドライバー   | 開発ドライバー   | 開発ドライバー   |
| 2018    | FIA フォーミュラ3・ヨーロピアン選手権         | プレマ・セオドール・レーシング              | 30               | 2                | 3                | 1                | 6                | 203              | 8位              |
| 2018    | マカオグランプリ                              | SJM・セオドール・レーシング・バイ・プレマ   | 1                | 0                | 0                | 0                | 0                | N/A              | 11位             |
| 2019    | FIA フォーミュラ2選手権（英語版）             | ユニ-ヴィルトゥオーシ・レーシング（英語版） | 22               | 0                | 1                | 2                | 5                | 140              | 7位              |
| 2020    | FIA フォーミュラ2選手権（英語版）             | ユニ-ヴィルトゥオーシ・レーシング（英語版） | 24               | 1                | 2                | 4                | 6                | 151.5            | 6位              |
| 2020    | フォーミュラ1                                 | ルノー・DPワールド・F1チーム                | テストドライバー | テストドライバー | テストドライバー | テストドライバー | テストドライバー | テストドライバー | テストドライバー |
| 2021    | FIA フォーミュラ2選手権                       | ユニ-ヴィルトゥオーシ・レーシング           | 22               | 4                | 1                | 1                | 9                | 183              | 3位              |
| 2021    | F3・アジア選手権（英語版）                    | アブダビ・レーシング・バイ・プレマ          | 15               | 4                | 5                | 5                | 11               | 257              | 1位              |
| 2021    | フォーミュラ1                                 | アルピーヌF1チーム                          | テストドライバー | テストドライバー | テストドライバー | テストドライバー | テストドライバー | テストドライバー | テストドライバー |
| 2022    | フォーミュラ1                                 | アルファロメオF1チーム・オーレン            | 22               | 0                | 0                | 1                | 0                | 6                | 18位             |
| 2023    | フォーミュラ1                                 | アルファロメオF1チーム・ステーク            | 22               | 0                | 0                | 1                | 0                | 6                | 18位             |
| 2024    | フォーミュラ1                                 | ステークF1チーム・キック・ザウバー          | 24               | 0                | 0                | 0                | 0                | 4                | 20位             |

- * : 現状の今シーズン順位。

### イタリア・F4選手権
| 年                | チーム               | 1       | 2       | 3       | 4     | 5       | 6       | 7       | 8         | 9       | 10      | 11      | 12      | 13      | 14       | 15    | 16      | 17      | 18      | 19      | 20       | 21       | DC  | ポイント |
| ----------------- | -------------------- | ------- | ------- | ------- | ----- | ------- | ------- | ------- | --------- | ------- | ------- | ------- | ------- | ------- | -------- | ----- | ------- | ------- | ------- | ------- | -------- | -------- | --- | -------- |
| 2015年 （英語版） | プレマ・パワーチーム | VLL 1 4 | VLL 2 8 | VLL 3 2 | MNZ 1 | MNZ 2 1 | MNZ 3 1 | IMO 1 2 | IMO 2 Ret | IMO 3 2 | MUG 1 6 | MUG 2 5 | MUG 3 6 | ADR 1 2 | ADR 2 15 | ADR 3 | IMO 1 3 | IMO 2 5 | IMO 3 5 | MIS 1 8 | MIS 2 20 | MIS 3 13 | 2位 | 223      |

- 太字はポールポジション、斜字はファステストラップ。(key)

### ADAC・フォーミュラ4選手権
| 年                | チーム               | 1        | 2       | 3        | 4       | 5       | 6         | 7       | 8         | 9       | 10    | 11    | 12    | 13    | 14    | 15    | 16    | 17    | 18    | 19    | 20    | 21    | 22    | 23    | 24    | DC   | ポイント |
| ----------------- | -------------------- | -------- | ------- | -------- | ------- | ------- | --------- | ------- | --------- | ------- | ----- | ----- | ----- | ----- | ----- | ----- | ----- | ----- | ----- | ----- | ----- | ----- | ----- | ----- | ----- | ---- | -------- |
| 2015年 （英語版） | プレマ・パワーチーム | OSC 1 28 | OSC 2 9 | OSC 3 18 | RBR 1 3 | RBR 2 7 | RBR 3 Ret | SPA 1 2 | SPA 2 Ret | SPA 3 9 | LAU 1 | LAU 2 | LAU 3 | NÜR 1 | NÜR 2 | NÜR 3 | SAC 1 | SAC 2 | SAC 3 | OSC 1 | OSC 2 | OSC 3 | HOC 1 | HOC 2 | HOC 3 | 15位 | 45       |

- 太字はポールポジション、斜字はファステストラップ。(key)

### トヨタ・レーシング・シリーズ
| 年                | チーム                          | 1       | 2       | 3       | 4       | 5       | 6       | 7       | 8       | 9       | 10      | 11      | 12    | 13        | 14       | 15       | DC  | ポイント |
| ----------------- | ------------------------------- | ------- | ------- | ------- | ------- | ------- | ------- | ------- | ------- | ------- | ------- | ------- | ----- | --------- | -------- | -------- | --- | -------- |
| 2016年 （英語版） | M2・コンペティション （英語版） | RUA 1 5 | RUA 2 3 | RUA 3 4 | TER 1 7 | TER 2 6 | TER 3 8 | HMP 1 7 | HMP 2 1 | HMP 3 4 | TAU 1 4 | TAU 2 3 | TAU 3 | MAN 1 Ret | MAN 2 10 | MAN 3 17 | 6位 | 685      |

- 太字はポールポジション、斜字はファステストラップ。(key)

### FIA フォーミュラ3・ヨーロピアン選手権
| 年                | エントラント                   | エンジン           | 1        | 2        | 3         | 4       | 5       | 6        | 7         | 8         | 9         | 10       | 11       | 12      | 13        | 14        | 15       | 16        | 17       | 18       | 19       | 20       | 21        | 22       | 23       | 24        | 25       | 26       | 27       | 28       | 29       | 30       | DC   | ポイント |
| ----------------- | ------------------------------ | ------------------ | -------- | -------- | --------- | ------- | ------- | -------- | --------- | --------- | --------- | -------- | -------- | ------- | --------- | --------- | -------- | --------- | -------- | -------- | -------- | -------- | --------- | -------- | -------- | --------- | -------- | -------- | -------- | -------- | -------- | -------- | ---- | -------- |
| 2016年 （英語版） | モトパーク （英語版）          | フォルクスワーゲン | LEC 1 14 | LEC 2 3  | LEC 3 8   | HUN 1 8 | HUN 2 3 | HUN 3 4  | PAU 1 11  | PAU 2 Ret | PAU 3 Ret | RBR 1 14 | RBR 2 11 | RBR 3 7 | NOR 1 Ret | NOR 2 6   | NOR 3 4  | ZAN 1 16  | ZAN 2 18 | ZAN 3 16 | SPA 1 17 | SPA 2 8  | SPA 3 11  | NÜR 1 12 | NÜR 2 12 | NÜR 3 12  | IMO 1 6  | IMO 2 5  | IMO 3 10 | HOC 1 11 | HOC 2 13 | HOC 3 11 | 13位 | 101      |
| 2017年 （英語版） | プレマ・パワーチーム           | メルセデス         | SIL 1 7  | SIL 2 7  | SIL 3 Ret | MNZ 1 5 | MNZ 2 6 | MNZ 3 10 | PAU 1 Ret | PAU 2 Ret | PAU 3 10  | HUN 1 7  | HUN 2 3  | HUN 3 4 | NOR 1 3   | NOR 2 8   | NOR 3 12 | SPA 1 12  | SPA 2 17 | SPA 3    | ZAN 1 16 | ZAN 2 8  | ZAN 3 4   | NÜR 1 9  | NÜR 2 14 | NÜR 3 Ret | RBR 1 9  | RBR 2 19 | RBR 3 14 | HOC 1 13 | HOC 2 3  | HOC 3    | 8位  | 149      |
| 2018年 （英語版） | プレマ・セオドール・レーシング | メルセデス         | PAU 1    | PAU 2 12 | PAU 3 13  | HUN 1 2 | HUN 2 4 | HUN 3 5  | NOR 1 9   | NOR 2 12  | NOR 3 4   | ZAN 1 2  | ZAN 2 3  | ZAN 3 2 | SPA 1 Ret | SPA 2 Ret | SPA 3 13 | SIL 1 Ret | SIL 2 6  | SIL 3 8  | MIS 1 4  | MIS 2 11 | MIS 3 Ret | NÜR 1 7  | NÜR 2 8  | NÜR 3 8   | RBR 1 12 | RBR 2 9  | RBR 3 11 | HOC 1    | HOC 2 10 | HOC 3 5  | 8位  | 203      |

- 太字はポールポジション、斜字はファステストラップ。(key)

### マカオグランプリ
| 年                | チーム                                    | 車両                     | 予選 | 予選 レース | 決勝 レース |
| ----------------- | ----------------------------------------- | ------------------------ | ---- | ----------- | ----------- |
| 2016年 （英語版） | モトパーク（英語版）                      | ダラーラ・F312（英語版） | 20位 | DNF         | 15位        |
| 2017年 （英語版） | プレマ・パワーチーム                      | ダラーラ・F317（英語版） | 10位 | 10位        | 8位         |
| 2018年 （英語版） | SJM・セオドール・レーシング・バイ・プレマ | ダラーラ・F317（英語版） | 5位  | 24位        | 11位        |

### FIA フォーミュラ2選手権
| 年     | エントラント                                 | 1          | 2          | 3           | 4          | 5          | 6         | 7         | 8           | 9          | 10          | 11         | 12         | 13        | 14        | 15        | 16          | 17          | 18        | 19          | 20         | 21         | 22        | 23        | 24        | DC  | ポイント |
| ------ | -------------------------------------------- | ---------- | ---------- | ----------- | ---------- | ---------- | --------- | --------- | ----------- | ---------- | ----------- | ---------- | ---------- | --------- | --------- | --------- | ----------- | ----------- | --------- | ----------- | ---------- | ---------- | --------- | --------- | --------- | --- | -------- |
| 2019年 | ユニ-ヴィルトゥオーシ・レーシング （英語版） | BHR FEA 10 | BHR SPR 4  | BAK FEA Ret | BAK SPR 10 | CAT FEA 3  | CAT SPR 4 | MON FEA 5 | MON SPR 3   | LEC FEA 4  | LEC SPR 3   | RBR FEA 6  | RBR SPR 8  | SIL FEA 3 | SIL SPR 8 | HUN FEA 9 | HUN SPR 9   | SPA FEA C   | SPA SPR C | MNZ FEA Ret | MNZ SPR 4  | SOC FEA 10 | SOC SPR 5 | YMC FEA 3 | YMC SPR 8 | 7位 | 140      |
| 2020年 | ユニ-ヴィルトゥオーシ・レーシング （英語版） | RBR FEA 17 | RBR SPR 14 | RBR FEA 3   | RBR SPR 4  | HUN FEA 10 | HUN SPR 8 | SIL FEA 2 | SIL SPR 9   | SIL FEA 9  | SIL SPR 7   | CAT FEA 3  | CAT SPR 14 | SPA FEA 7 | SPA SPR 3 | MNZ FEA 5 | MNZ SPR NC  | MUG FEA Ret | MUG SPR 5 | SOC FEA 8   | SOC SPR 1‡ | BHR FEA 14 | BHR SPR 5 | BHR FEA 2 | BHR SPR 4 | 6位 | 151.5    |
| 2021年 | ユニ-ヴィルトゥオーシ・レーシング （英語版） | BHR SP1 7  | BHR SP2 3  | BHR FEA 1   | MON SP1 1  | MON SP2 15 | MON FEA 5 | BAK SP1 3 | BAK SP2 Ret | BAK FEA 13 | SIL SP1 Ret | SIL SP2 11 | SIL FEA 1  | MNZ SP1 2 | MNZ SP2 8 | MNZ FEA 2 | SOC SP1 DNS | SOC SP2 C   | SOC FEA 6 | JED SP1 17  | JED SP2 8  | JED FEA 4‡ | YMC SP1 8 | YMC SP2 1 | YMC FEA 2 | 3位 | 183      |

- 太字はポールポジション、斜字はファステストラップ。(key)
- ‡ : ハーフポイント。レース周回数が75%未満で終了したため、得点が半分となる。

### F3・アジア選手権
| 年                | エントラント                       | 1     | 2       | 3         | 4       | 5       | 6       | 7       | 8     | 9       | 10      | 11    | 12      | 13    | 14    | 15      | DC  | ポイント |
| ----------------- | ---------------------------------- | ----- | ------- | --------- | ------- | ------- | ------- | ------- | ----- | ------- | ------- | ----- | ------- | ----- | ----- | ------- | --- | -------- |
| 2021年 （英語版） | アブダビ・レーシング・バイ・プレマ | DUB 1 | DUB 2 1 | DUB 3 Ret | ABU 1 2 | ABU 2 4 | ABU 3 5 | ABU 1 3 | ABU 2 | ABU 3 2 | DUB 1 2 | DUB 2 | DUB 3 4 | ABU 1 | ABU 2 | ABU 3 1 | 1位 | 257      |

- 太字はポールポジション、斜字はファステストラップ。(key)

### フォーミュラ1
| 年     | エントラント                  | シャシー | エンジン                   | 1      | 2      | 3      | 4         | 5       | 6        | 7      | 8       | 9        | 10      | 11       | 12       | 13      | 14      | 15     | 16     | 17      | 18       | 19     | 20        | 21       | 22     | 23      | 24     | WDC  | ポイント |
| ------ | ----------------------------- | -------- | -------------------------- | ------ | ------ | ------ | --------- | ------- | -------- | ------ | ------- | -------- | ------- | -------- | -------- | ------- | ------- | ------ | ------ | ------- | -------- | ------ | --------- | -------- | ------ | ------- | ------ | ---- | -------- |
| 2021年 | アルピーヌ                    | A521     | ルノー E-Tech 20B 1.6 V6 t | BHR    | EMI    | POR    | ESP       | MON     | AZE      | FRA    | STY     | AUT TD   | GBR     | HUN      | BEL      | NED     | ITA     | RUS    | TUR    | USA     | MXC      | SÃO    | QAT       | SAU      | ABU    |         |        | -    | -        |
| 2022年 | アルファロメオ                | C42      | フェラーリ 066/7 1.6 V6 t  | BHR 10 | SAU 11 | AUS 11 | EMI 15Ret | MIA Ret | ESP Ret  | MON 16 | AZE Ret | CAN 8    | GBR Ret | AUT 14   | FRA 16†  | HUN 13  | BEL 14  | NED 16 | ITA 10 | SIN Ret | JPN 16   | USA 12 | MXC 13    | SÃO 1213 | ABU 12 |         |        | 18位 | 6        |
| 2023年 | アルファロメオ                | C43      | フェラーリ 066/10 1.6 V6 t | BHR 16 | SAU 13 | AUS 9  | AZE Ret12 | MIA 16  | MON 13   | ESP 9  | CAN 16  | AUT 1219 | GBR 15  | HUN 16   | BEL 1315 | NED Ret | ITA 14  | SIN 12 | JPN 13 | QAT 914 | USA 1317 | MXC 14 | SÃO Ret17 | LVG 15   | ABU 17 |         |        | 18位 | 6        |
| 2024年 | ステーク （キック・ザウバー） | C44      | フェラーリ 066/12 1.6 V6 t | BHR 11 | SAU 18 | AUS 15 | JPN Ret   | CHN 149 | MIA 1411 | EMI 15 | MON 16  | CAN 15   | ESP 13  | AUT 1720 | GBR 18   | HUN 19  | BEL Ret | NED 20 | ITA 18 | AZE 14  | SIN 15   | USA 19 | MXC 15    | SÃO 1517 | LVG 13 | QAT 819 | ABU 13 | 20位 | 4        |

- 太字はポールポジション、斜字はファステストラップ。(key)
- 決勝順位右上の小数字はスプリントレースでの順位。
- † : リタイアだが、90%以上の距離を走行したため規定により完走扱い。
- * : 現状の今シーズン順位。